# Tàngara garsera
La tàngara garsera (Cissopis leverianus) és un ocell de la família dels tràupids (Thraupidae) i única espècie del gènere Cissopis Vieillot, 1816.

## Hàbitat i distribució
Viu als clars del bosc, bosc obert, vegetació secundària i el bosc de rivera de les terres baixes per l'est dels Andes des de l'est de Colòmbia, oest i sud-est de Veneçuela i Guaiana, cap al sud, a través de l'est de l'Equador, est del Perú, nord i est de Bolívia i Amazònia, est i sud del Brasil fins Paraguai i nord-est de l'Argentina.